# Buire Communal Cemetery
Buire Communal Cemetery is een begraafplaats gelegen in de Franse plaats Buire (Somme). De militaire graven worden onderhouden door de Commonwealth War Graves Commission.
De begraafplaats telt 8 geïdentificeerde Gemenebest graven uit de Eerste Wereldoorlog.